# Saint-Saturnin-sur-Loire
Saint-Saturnin-sur-Loire är en kommun i departementet Maine-et-Loire i regionen Pays de la Loire i nordvästra Frankrike. Kommunen ligger i kantonen Les Ponts-de-Cé som tillhör arrondissementet Angers. År 2018 hade Saint-Saturnin-sur-Loire 1 331 invånare.

## Befolkningsutveckling
Antalet invånare i kommunen Saint-Saturnin-sur-Loire
| Referens: INSEE |